# Kevin Barry (Boxer)

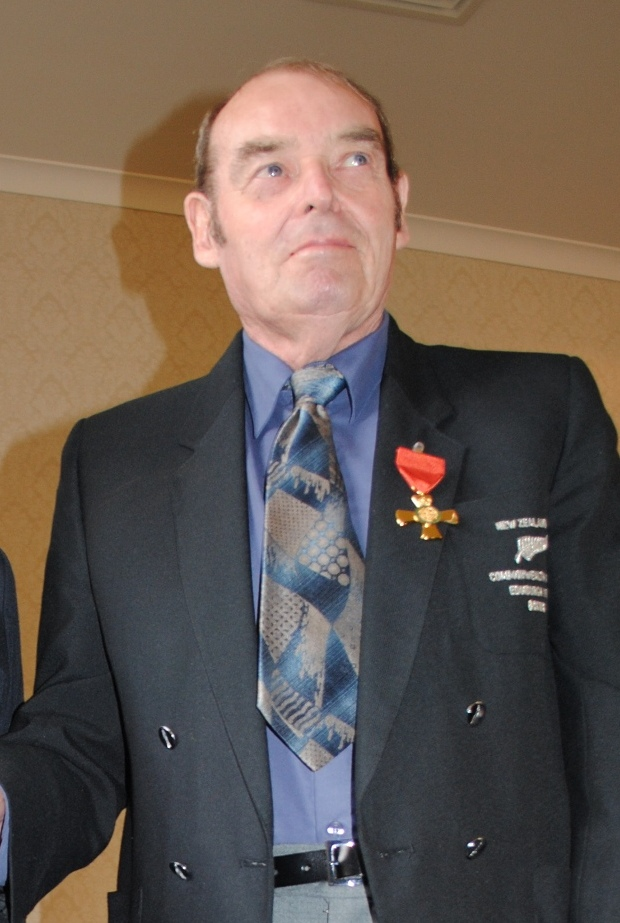
Kevin Barry, 2010

Kevin Michael Joseph Barry (* 10. Oktober 1959 in Christchurch) ist ein ehemaliger neuseeländischer Boxer und aktueller Boxtrainer. Barry war ozeanischer Meister der Jahre 1982–1985 und Silbermedaillengewinner der Olympischen Spiele 1984.

## Karriere
1982 wurde Barry ozeanischer Meister im Halbschwergewicht (-81 kg) und errang bei den Commonwealth Games die Bronzemedaille. Im Jahr darauf verteidigte er seinen ozeanischen Titel und gewann die Commonwealth-Meisterschaften. 1984 wurde er zum dritten Mal ozeanischer Meister.
Den größten sportlichen Erfolg errang Barry bei den Olympischen Spielen 1984 in Los Angeles. Er erreichte nach Siegen über Don Smith, Trinidad und Tobago (5:0), Jonathan Kirisa, Uganda (3:2), und Jean-Paul Nanga, Kamerun (4:1), das Halbfinale, wo er auf den späteren Schwergewichts-Weltmeister Evander Holyfield traf. Im Kampf gegen den klar dominierend Holyfield ging Kevin Barry KO. Nach einer umstrittenen Entscheidung des jugoslawischen Ringrichters, der Holyfield wegen des nach dem Pausenzeichen erfolgen KO-Schlags disqualifizierte, erhielt Barry die Silbermedaille zugesprochen. Im Finale durfte Barry jedoch aufgrund des erlittenen KOs nicht boxen, so dass der Jugoslawe Anton Josipović kampflos Olympiasieger wurde.
Nach den Olympischen Spielen wurde Barry nochmals ozeanischer Meister und wechselte dann ins Profigeschäft, ohne jedoch nennenswerte Erfolge zu erreichen. In den Jahren 1985 bis 1991 bestritt er 20 Kämpfe, von denen er zehn gewann, fünf durch KO, und 10 verlor. Er gewann den Schwergewichts-Titel der "Oriental and Pacific Boxing Federation" (OPBF), verlor ihn aber bereits im nächsten Kampf wieder. Auch seine beiden Versuche den Australischen Schwergewichtstitel zu erringen waren erfolglos.
Kevin Barry blieb auch nach seinem Karriereende dem Boxsport verbunden. So trainierte und managte er den samoanisch-neuseeländischen Boxer David Tua sowie diverse andere Nachwuchsboxer.